# Ana Romero Masiá
Ana María Romero Masiá (Santiago de Compostela, 4 de enero de 1952) es una historiadora, arqueóloga y profesora gallega.

## Trayectoria
Tiene una licenciatura en Historia Antigua e Historia del Arte en la Universidad de Santiago de Compostela y más tarde hizo su doctorado en Historia en la Universidad de La Coruña.
Durante los años ochenta fue la arqueóloga encargada de las excavaciones del castro de Borneiro, un yacimiento arqueológico de Galicia (España) y un ejemplo de la cultura castreña de finales de la Edad del Bronce, que estuvo habitado entre los siglos IV y I a. C.
Actualmente dirige el Instituto B. Monte das Moas (de enseñanza secundaria), en La Coruña, donde se desempeña también como profesora de Geografía e Historia.

## Obra
- 1987: Castro de Borneiro.
- 1991: Fontes para o estudio da Torre de Hércules.
- 1992: Obxectos metálicos no castro de Borneiro.
- 1996: Antecedentes históricos no tráfico marítimo dos portos galegos con Europa.
- 1997: Apoio de Ferrol á Coruña no 1889.
- 1997: A fábrica de tabacos da Palloza. Producción e vida laboral na decana das fábricas coruñesas.
- 1980: Cultura de los castros.
- 1985: Os castros: recoñecemento e catalogación.
- 1997: O hábitat castrexo na ría de Ferrol.
- A Coruña dos Austrias
- A Coruña medieval
- Historia contemporánea e cine. Modelos de aproveitamento didáctico
- Historia de España. Selección documental
- Libro de Sociais de 1.º, 2.º, 3.º e 4.º da ESO [Escuela Secundaria Obligatoria][2]

### Obras colectivas
- 1979: Itinerarios naturais: A Frouxeira (en colaboración).
- 1986: Historia do Mundo Contemporáneo. Textos escogidos (en colaboración).
- 1987: Historia do Mundo Contemporáneo. Guía do curso (en colaboración).
- 1987: Traballos prácticos de Xeografía (en colaboración).
- 1988: Galicia nos textos clásicos. Museo Arqueolóxico Provincial da Coruña.
- 1989: A Coruña romana (en colaboración).
- 1989: A Historia das civilizacións a través do cine (en colaboración).
- 1989: Historia do Mundo Contemporáneo. Guía da Revolución Francesa (en colaboración).
- 1990: Ferrol a través dos textos literarios e históricos. Reeditado en 1995 (en colaboración).
- 1992: Castelao, ilustrador de "El cuento semanal" (en colaboración).
- 1995: Diccionario de termos de Arqueoloxía e Prehistoria (en colaboración).
- 1997: A Coruña na época da Ilustración. 1700-1808 (en colaboración).
- 1997: A Coruña: evolución urbanística. Planos e imaxes (en colaboración).
- 2001: Republicanismo coruñés. Aproximación histórica e selección documental. 1868-1936 (en colaboración).
- 2003: Germinal. Centro de Estudios Sociais (Cultura obreira na Coruña, 1902-1936). Con Carlos Pereira.
- 2003: Severino Chacón. Líder sindical do mundo do tabaco. Fundación Luis Tilve.
- 2005: O Tratado da Constitución Europea. Visións desde Galiza. Baía Edicións (en colaboración).
- 2011: Xaime Quintanilla Martínez. Vida e obra dun socialista e galeguista ao servizo da República. Fundación Luis Tilve. Con Carlos Pereira.

## Premios
- 2011: Premio Luis Tilve de Investigación e Divulgación Histórica, por su libro Xaime Quintanilla Martínez. Vida e obra dun socialista e galeguista ao servizo da República, con Carlos Pereira.

## Vida privada
Estuvo casada con José Manuel Pose Mesura (1950-2012), profesor de historia y subdelegado del Gobierno.
Su hija Ana Pose Romero es profesora de música en el CRA Os Remuíños, en Laracha.